# جون فريمان
جون فريمان (3 سبتمبر 1883 في المملكة المتحدة - 8 أغسطس 1958 في المملكة المتحدة)  (بالإنجليزية: John Freeman)‏ هو لاعب كريكت بريطاني. لعب مع نادي مقاطعة ساسكس للكريكت ‏.